# Sitagliptin
Sitagliptin (nella fase sperimentale identificato con la sigla MK-0431), commercializzato come sitagliptin fosfato, è un farmaco antidiabetico, e più precisamente un ipoglicemizzante orale, appartenente alla classe degli inibitori della dipeptidil peptidasi-4 (DPP-4). Questo farmaco inibitore dell'enzima DPP-4 è usato da solo o in combinazione con altri agenti ipoglicemizzanti orali (ad esempio la metformina oppure un tiazolidinedione) per il trattamento del diabete mellito di tipo 2. I vantaggi di questo farmaco sono nel minor numero di effetti collaterali (in particolare minore tendenza ad episodi di tipo ipoglicemico, minore tendenza all'aumento di peso) e nel miglior controllo della glicemia. Mentre certamente il profilo di sicurezza è migliore rispetto a quello di altri farmaci, l'esperienza clinica ha mostrato un'efficacia inferiore rispetto alle attese in quanto spesso deve essere impiegato in associazione con altri agenti farmacologici, in particolare la metformina.
Questo farmaco è stato sviluppato ed è commercializzato, anche in Italia, dalla società farmacologica Merck Sharp & Dohme con il nome commerciale di Januvia nella forma farmaceutica di compresse da 25 mg, 50 mg e 100 mg rivestite con film.

## Farmacodinamica
Sitagliptin appartiene a una classe di sostanze utilizzate per uso orale e dotate di attività antiiperglicemica denominate  inibitori della dipeptidil peptidasi 4 (DPP-4). Il controllo glicemico ottenibile con il ricorso a questo farmaco è mediato dall'aumento dei livelli di alcune sostanze definite incretine attive.
Le incretine sono degli ormoni che appartengono ad un sistema endogeno coinvolto nella regolazione fisiologica dell'omeostasi del glucosio. Le incretine, rilasciate dall'intestino durante la giornata e le cui concentrazioni aumentano in risposta alla introduzione di cibo, comprendono il peptide-1 glucagone-simile (GLP-1) ed il peptide insulinotropico glucosio-dipendente (GIP).
Quando la concentrazione di glucosio nel sangue è normale oppure tende ad elevarsi, GLP-1 e GIP attraverso dei segnali che comportano il coinvolgimento dell'AMP ciclico, incrementano la sintesi e il rilascio di insulina da parte delle cellule β del pancreas. In aggiunta a questa azione GLP-1 riduce la secrezione di glucagone (ormone antagonista dell'insulina) da parte delle cellule alfa del pancreas.
Le più basse concentrazioni di glucagone e i più alti livelli di insulina comportano una minor produzione di glucosio da parte del fegato, il che dà luogo ad una riduzione della glicemia.
GLP-1 e GIP nella loro attività sono limitati da un enzima, la dipeptidil peptidasi 4 (DPP-4), il quale idrolizza molto rapidamente le incretine trasformandole in metaboliti inattivi bloccandone pertanto l'azione.
Sitagliptin agendo su questo meccanismo di controllo ed impedendo l'idrolisi delle incretine da parte del DPP-4, mantiene elevate concentrazioni plasmatiche delle forme attive di GLP-1 e GIP, aumentando il rilascio di insulina e diminuendo i livelli di glucagone.
I pazienti affetti da diabete mellito di tipo 2 con tendenza all'iperglicemia, a seguito delle variazioni nelle concentrazioni di insulina e glucagone indotte da sitagliptin, vedono una marcata diminuzione della emoglobina glicata A1c (HbA1c) e minori livelli di glicemia sia a digiuno che nel post prandium. In studi eseguiti su pazienti con diabete di tipo 2 trattati con sitagliptin il peso corporeo non è aumentato rispetto al basale nei soggetti in terapia rispetto a soggetti trattati con placebo, mentre l'incidenza di ipoglicemia è stata sovrapponibile. In uno studio controllato con placebo di 24 settimane su sitagliptin (dose di 100 mg) in terapia di associazione con metformina, si sono evidenziati importanti miglioramenti in termini di HbA1c, glucosio plasmatico a digiuno (FPG) e glucosio post-prandiale a 2 ore (PPG). Risultati analoghi si sono avuti in uno studio controllato di 24 settimane con placebo su sitagliptin ma in terapia di associazione con pioglitazone.

## Farmacocinetica
Dopo somministrazione orale sitagliptin viene assorbito rapidamente dal tratto intestinale, con una concentrazione plasmatica di picco (Cmax) di 950 nM raggiunta tra 1 e 4 ore dopo la somministrazione (Tmax). La biodisponibilità assoluta della molecola è di circa l'87%. La somministrazione concomitante di cibo non influenza in modo significativo la farmacocinetica, pertanto sitagliptin può essere assunto indipendentemente dai pasti. Il legame di sitagliptin con le proteine plasmatiche è reversibile e piuttosto basso (38% circa). L'eliminazione dall'organismo avviene principalmente per via urinaria ed in forma immodificata. Circa il 79% di una dose di farmaco viene infatti escreta immodificata nelle urine, in primo luogo attraverso l'escrezione renale ma con l'esistenza anche di una secrezione tubulare attiva, con il metabolismo che riveste una importanza decisamente minore. Tuttavia sono state rinvenute tracce di sei metaboliti della molecola che non sembrano contribuire all'attività inibitoria dell'enzima dipeptidil peptidasi 4 (DPP-4). Studi in vitro hanno mostrato che il metabolismo del farmaco avviene ad opera di CYP3A4, e probabilmente anche di CYP2C8. In ogni caso in base a studi effettuati con molecole radiomarcate praticamente il 100% della radioattività somministrata viene eliminata entro una settimana dalla somministrazione in gran parte con le urine (87%) ed in misura minore con le feci (13%). L'emivita del farmaco somministrato per os è pari a circa 8-14 ore.
Nei soggetti con insufficienza renale moderata (clearance della creatinina da 30 a < 50 ml/min) l'area sotto la curva (AUC) plasmatica di sitagliptin aumenta di circa due volte, mentre in individui con insufficienza renale grave (clearance della creatinina < 30 ml/min) l'aumento dell'AUC plasmatica può essere pari a circa 4 volte rispetto a soggetti sani di controllo.

## Usi clinici
Sitagliptin è indicato in soggetti affetti da diabete mellito di tipo 2 per migliorare il controllo glicemico, in particolare in terapia di associazione con metformina se la dieta e l'esercizio fisico più la biguanide non sono sufficienti a fornire un adeguato controllo della glicemia. In quei soggetti affetti da diabete mellito di tipo 2 in cui è appropriato l'uso di un agonista PPARG (cioè un agonista del recettore del glitazone, vale a dire un tiazolidinedione), il farmaco è indicato in terapia di associazione con l'agonista PPARG, se la dieta e l'esercizio fisico più l'agonista PPARG non sono in grado di fornire un controllo adeguato dei valori di glicemia .

## Effetti collaterali ed indesiderati
Durante il trattamento con il farmaco associato a metformina gli effetti avversi più frequenti sono stati: anoressia e calo ponderale, nausea, dolore addominale, diarrea. Si è inoltre rilevata una certa tendenza alla sonnolenza. Durante il trattamento in associazione con un agonista PPARG gli effetti indesiderati più comuni sono stati meteorismo e comparsa di edema periferico.
In studi di 24 settimane con pazienti in monoterapia con sitagliptin 100 mg le reazioni avverse registrate sono state cefalea, costipazione, vertigine e capogiro.
In tutti i casi una reazione avversa comune è stata l'ipoglicemia.
Nella fase di farmacovigilanza post-marketing sono stati segnalati rari casi di pancreatite acuta, talvolta fatale. Ad oggi non è completamente chiarita la relazione tra sitagliptin e pancreatite.

## Controindicazioni
La principale controindicazione al trattamento con sitagliptin è rappresentata dall'ipersensibilità nota al principio attivo oppure ad uno qualsiasi degli eccipienti presenti nella formulazione.